# Луців Володимир Гаврилович
Володимир Гаврилович Луців  (05 червня 1929, Надвірна, Надвірнянський повіт, Станіславівське воєводство, Польська Республіка— 07 вересня 2019, Лондон, Велика Британія) — український бандурист, концертний співак-тенор, виконавець дум та автор статей про бандуру.

## Біографія
Народився 25 червня 1929 року в родині Гавриїла і Юлії  Луцівих у м. Надвірна на Прикарпатті. Наприкінці Другої світової війни потрапив на примусові роботи до Німеччини, де закінчив українську гімназію та вступив до Капелі бандуристів ім. М. Леонтовича під керівництвом Григорія Назаренка у м. Гослар.
У  1948 році переїхав до Великобританії. Спочатку працював на текстильній фабриці у Брадфорд. Почав брати лекції співу у співака-баритона Гаррі Горнера.  У 1950 році відбулася  постановка «Наталки Полтавки» Івана Котляревського, в якій  грав роль Петра.  У  вересні 1950 р. переїхав до Лондона та вступає до  Лондонської консерваторії «Трініті Коледж оф Мюзик». Паралельно з навчанням співак успішно дебютував в опері Джакомо Пуччіні «Богема», брав участь у концертах на запрошення Союзу українців у Великій Британії.
У 1952 році за сприяння архієпископа Івана Бучка співак поїхав навчатися в Італію, в Музичну консерваторію Св. Кекелії  у Римі до вокального класу професора Гелени Д’Амброзіо. Під час навчання відбулася переорієнтація  з баритонового на теноровий діапазон. У цей період за сприяння  Союзу Українців у Великій Британії Луців зумів видати дві платівки (45 об./хв).
Від 1958р. мешкав у Лондоні, де продовжив навч. у Г. Захера, виступав як співак і бандурист у концертних  залах, на радіо, телебаченні, гастролював у країнах Європи, Північної Америки та в Австралії, виконував українські народні думи та пісні, твори українських композиторів.
Слава прийшла до Володимира Луціва в 1961 році, коли він презентував Англію на ІІІ Міжнародному європейському пісенному конкурсі у Бельгії (Coupe d’Europe), де в складі англійської команди здобув перше місце.  З 1980-х років у своїй мистецькій діяльності він переорієнтувався з виконавської на культурно-громадську, відбулися його виступи в ролі імпресаріо, координатора концертів і гастрольних турне українських та зарубіжних колективів.
Організував численні міжнародні турне хорів, танцювальних колективів та окремих виконавців, зокрема, хору «Думка» з США у Європу (1985), «Візантійського хору» Мирослава Антоновича з Голландії в Україну (1990), гастролей ансамблю пісні й танцю МВС України у США (1995), хору «Мрія» Львівської комерційної академії до Великобританії (2004), а також англійських хорів в Україну: жіночого «Вокальні експресії» з м. Гаддерсфілда (2005) та мішаного «Голоси Рідженсі» з м. Челтенгама (2006), хору ім. М. Лисенка з Голландії (2008).
У 1986 році — координатор і відповідальний за музичну підготовку відзначень у Римі 400-річчя єднання Київської митрополії з Апостольським Престолом; у 1986-87 роках — очолював мистецьку комісію підготовчого комітету із святкування 1000-ліття Хрещення Русі-України; у 90-х роках за дорученням Проводу УГКЦ — організатор концертних програм до 100-ліття з дня народження Патріарха Йосифа Сліпого та повернення Блаженнішого Кардинала Любачівського до Львова.
1999 року у Львові видавництво «Дивосвіт» опублікувало його автобіографічну книгу «Від Бистриці до Темзи».
Заснував благодійний культурно-мистецький фонд ім. В. Луціва в Надвірній (2002), який опікується талановитою молоддю Прикарпаття. Фонд заохочує і відзначає талановиту молодь у номінаціях «митець», «науковець», «Громадський діяч» та вручає грошові винагороди переможцям.
На запрошення товариства «Просвіта» 19 травня 2008 року Володимир Луців відвідав місто Кременець. 25 травня побував у Надвірній, де представлено нових кандидатів на іменну премію фонду Володимира Луціва.
Помер 7 вересня 2019 року в Лондоні. Поховали  у м. Надвірна Івано-Франківської області. 

## Нагороди
- Лауреат премії імені Володимира Винниченка (Київ, 1993).
- Орден «За заслуги» ІІІ ступеня (2001) за вагомий особистий внесок у піднесення міжнародного авторитету України, зміцнення співробітництва і дружніх зв'язків з історичною Батьківщиною та з нагоди 10-ї річниці незалежності України[7].
- Грамота від Преосвященного Кир Павла Василика (2004)  За особисті заслуги перед УГКЦ та Українською державою і значний внесок в розвиток християнської культури та з нагоди 75-річчя з дня народження
- Орден «За заслуги» ІІ ступеня (17 січня 2008) За вагомий особистий внесок у популяризацію історичних та сучасних надбань України у світі, формування її позитивного міжнародного іміджу та з нагоди Дня Соборності України[8].
- Орден Святого Миколая Чудотворця (22 червня 2009) За заслуги з відродження та утвердження Помісної Української Православної Церкви